# 鷹手営子鉱区
鷹手営子鉱区（ようしゅえいし-こうく）は中華人民共和国河北省承徳市に位置する鉱区。

## 地理
鷹手営子鉱区は河北省北部、承徳市南西部の霧霊山東麓に位置している。

## 歴史
清初、鷹手営子一体は清朝の東陵の風水禁地とされていた。乾隆年間、李姓の鷹師がこの地区で狩猟を行い、毎年旧暦11月28日に東陵に献上したことより鷹手営子と称されるようにあった。1676年（康熙15年）、順天府遵化州の管轄となり、1743年（乾隆8年）に遵化直隷州に移管された。1862年（同治元年）に入植が認められると人口が増加、集落が形成されていった。
満州国の熱河省成立後、1940年（康徳７年）日本により鷹手営子満炭鉱が開かれると炭鉱開発が急速に進められた。中華人民共和国成立後には国営の大型炭鉱が設立され、あわせて鷹手営子鉱区が設置された。

## 行政区画
- 街道:鉄北路街道
- 鎮:鷹手営子鎮、北馬圏子鎮、寿王墳鎮、汪家荘鎮